# Brian London
Brian London, né Brian Sydney Harper le 19 juin 1934 à Hartlepool et mort le 23 juin 2021, est un boxeur britannique combattant dans la catégorie poids lourds.

## Carrière
En 1958, il devient champion d'Angleterre et du Commonwealth dans la catégorie poids lourds en battant par KO au 8e round Joe Erskine.
Le 1er mai 1959, Floyd Patterson conserve son titre de champion du monde des poids lourds en battant Brian London par KO au 11e round à Indianapolis. Il combat une seconde fois pour ce titre en 1966 contre Mohamed Ali mais perd par KO au 3e round.